# Hachisuka Muneshige

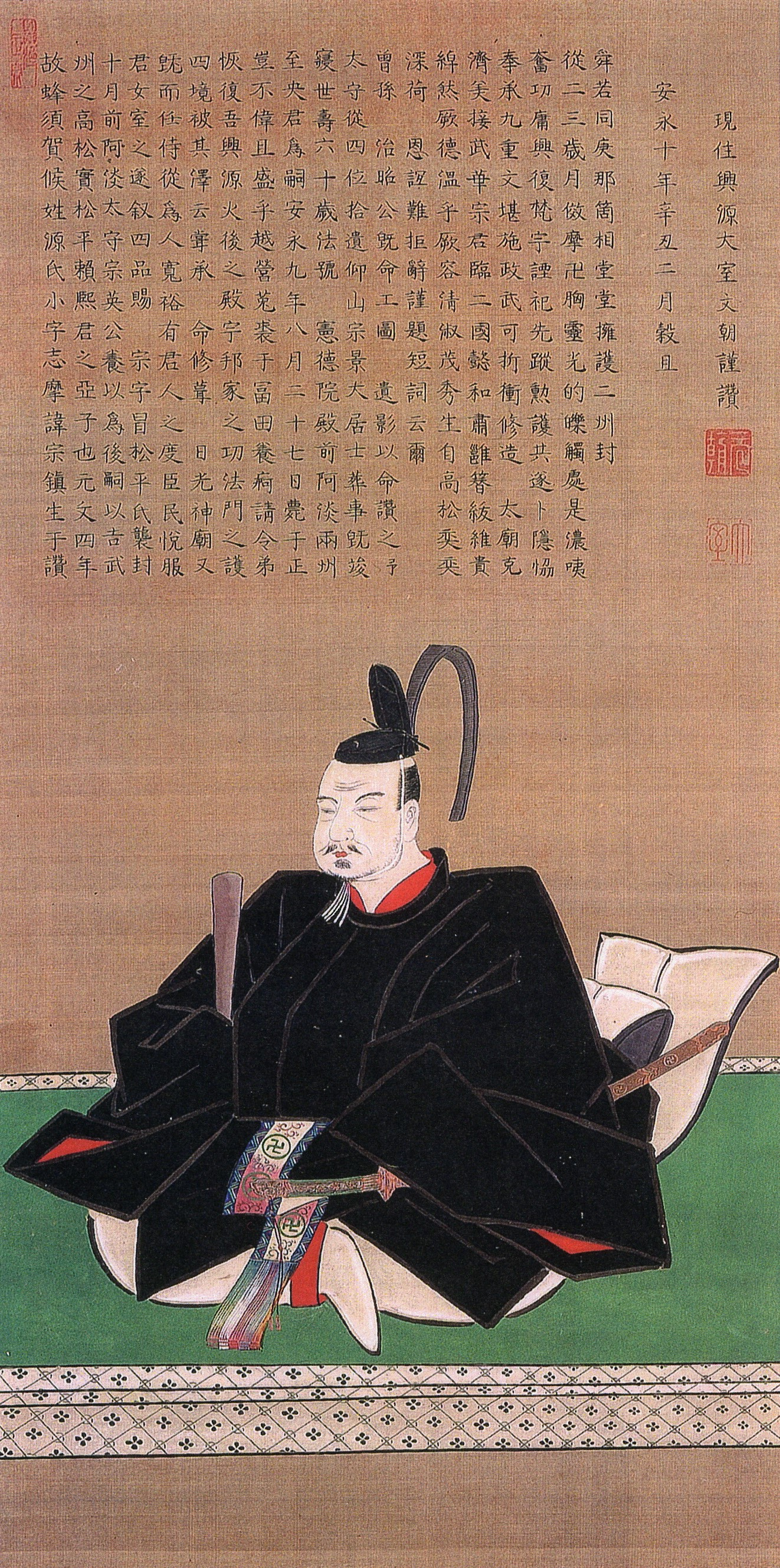
Portrait d'Hachisuka Muneshige (date inconnue).

Hachisuka Muneshige est un nom japonais traditionnel ; le nom de famille (ou le nom d'école), Hachisuka, précède donc le prénom (ou le nom d'artiste).
Hachisuka Muneshige (蜂須賀 宗鎮, né le 28 septembre 1721, mort le 24 septembre 1780) est un daimyo de l'époque d'Edo à la tête du domaine de Tokushima. Son titre de cour est Awa no kami.